# 吉川新
吉川 新（よしかわ あらた）は、日本の漫画家。

## 漫画作品一覧
- アリスちゃん危機一髪!!（集英社）
- 無敵のスキャンダル（集英社）
- あかるい家族計画（集英社）
- イチバン!!!（集英社）
- スリーピング ビューティー（集英社）
- おにいさんといっしょ（集英社）
- 女王様の犬（集英社）
- トイレの花ちゃん（集英社）
- 皇帝のお気に入り（リブレ出版）

| スタブアイコン | サブスタブ | この項目は、まだ閲覧者の調べものの参照としては役立たない、漫画家・漫画原作者に関連した書きかけの項目です。この項目を加筆・訂正などしてくださる協力者を求めています（P:漫画/PJ:漫画家）。 |